# Sutorius
Sutorius är ett släkte av soppar tillhörande familjen Boletaceae som beskrevs 2012 av Roy E. Halling och sex andra mykologer och som innefattar arter som tidigare placerades i släktet Boletus samt flera arter nybeskrivna från Kina 2016.
Neoboletus är ett släkte som beskrevs 2014 av Giampaolo Simonini, Alfredo Vizzini, Enrico Ercole och Matteo Gelardi. Det anses numera (2018) vara en synonym till Sutorius, men det råder ett visst virrvarr (vissa giltiga artnamn förs till Neoboletus). Eftersom släktets typart Neoboletus luridiformis nu förs till Sutorius torde dock släktet inte längre kunna upprätthållas och det är möjligt att det bara är pågående flyttoreda som spökar.

## Arter
Enligt Species Fungorum i september 2018

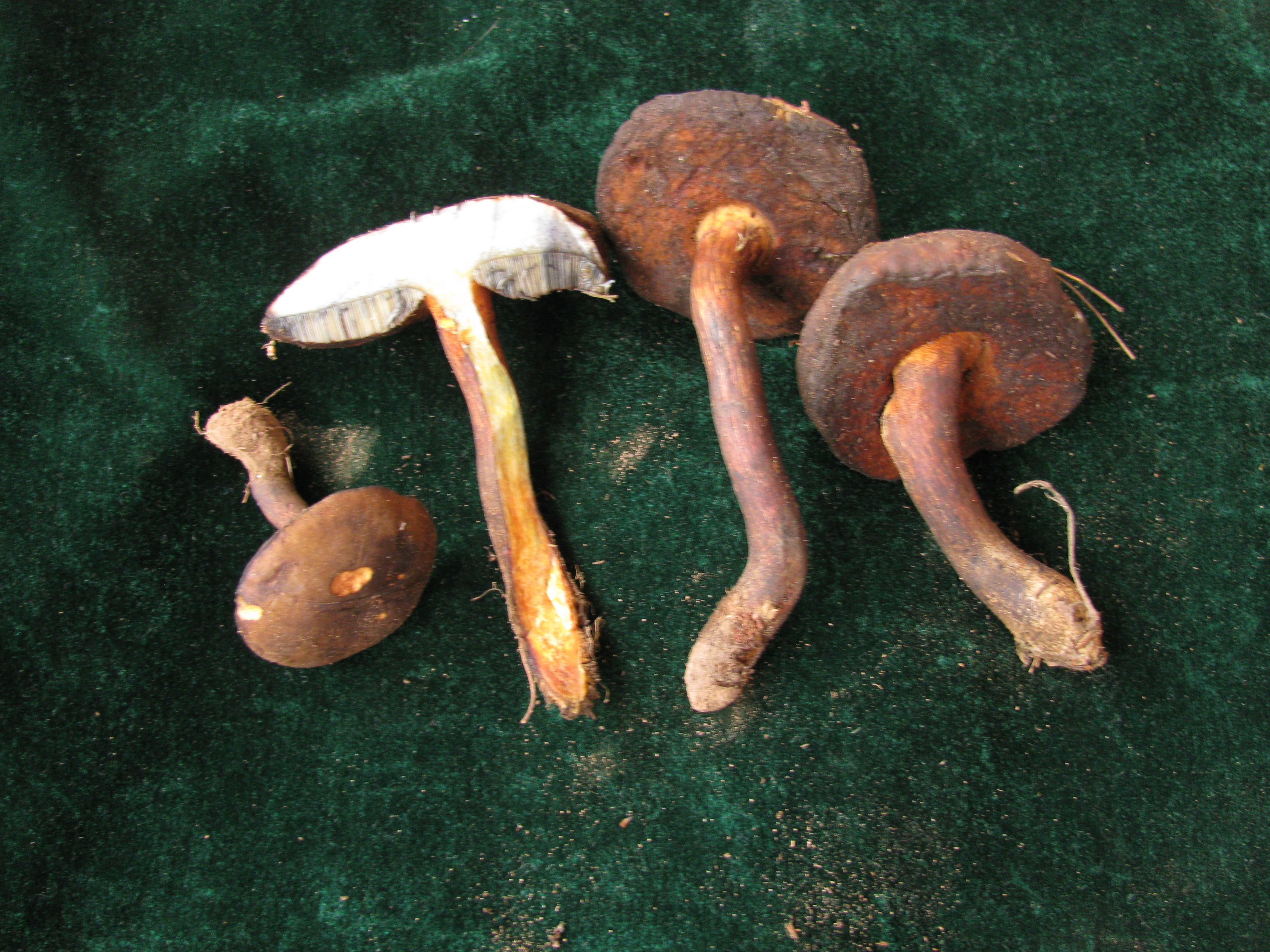
Sutorius australiensis
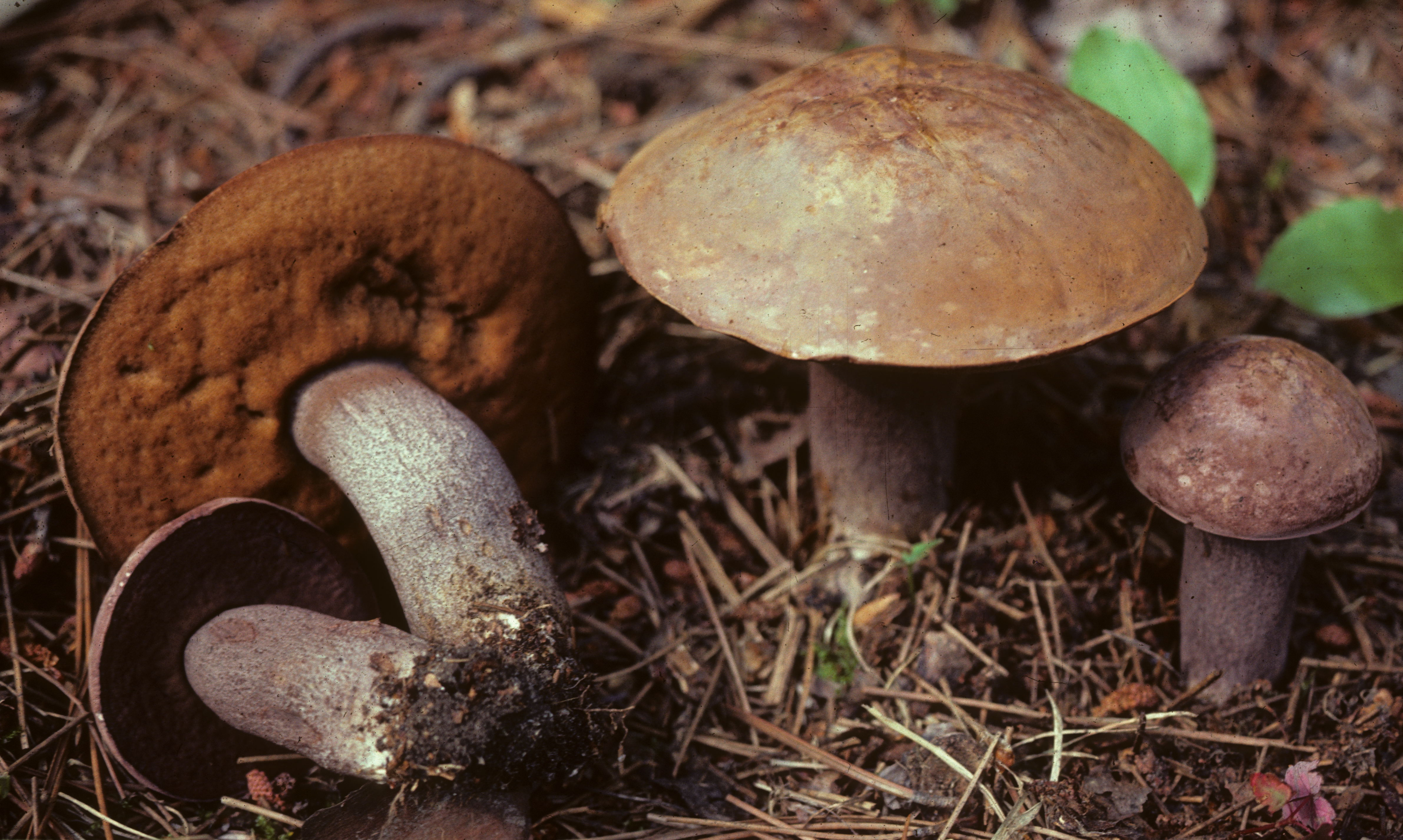
Sutorius brunneissimus
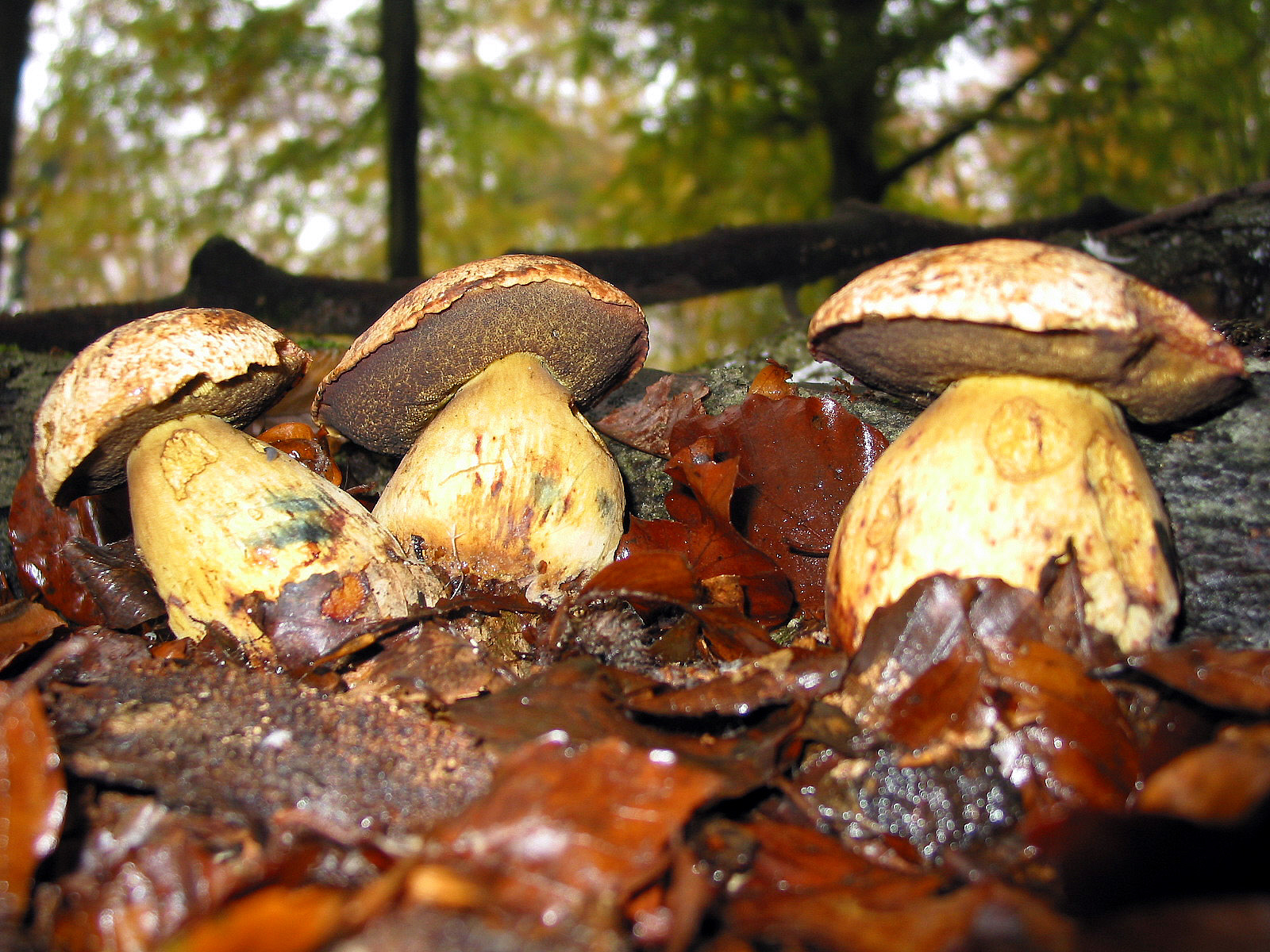
Sutorius eximius
- Sutorius ferrugineus
- Sutorius flavidus
- Sutorius hainanensis
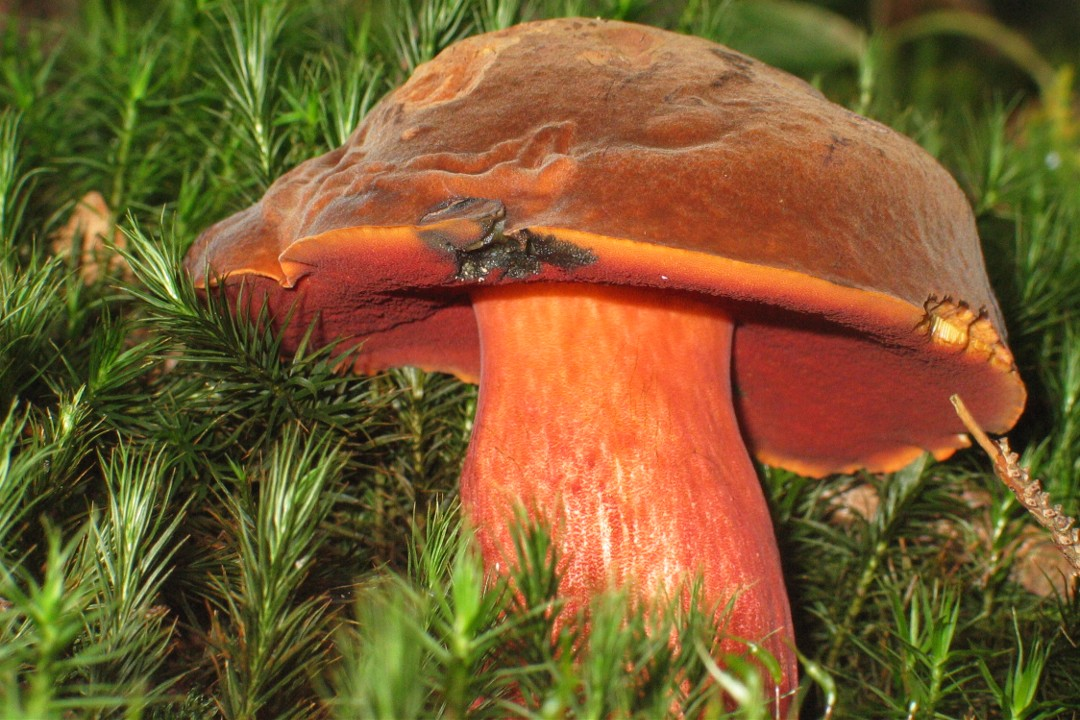
Blodsopp, Sutorius luridiformis
- Sutorius junquilleus
- Sutorius magnificus
- Sutorius obscureumbrinus
- Sutorius rubriporus
- Sutorius sanguineoides
- Sutorius sanguineus
- Sutorius thibetanus
- Sutorius tomentulosus
- Sutorius venenatus
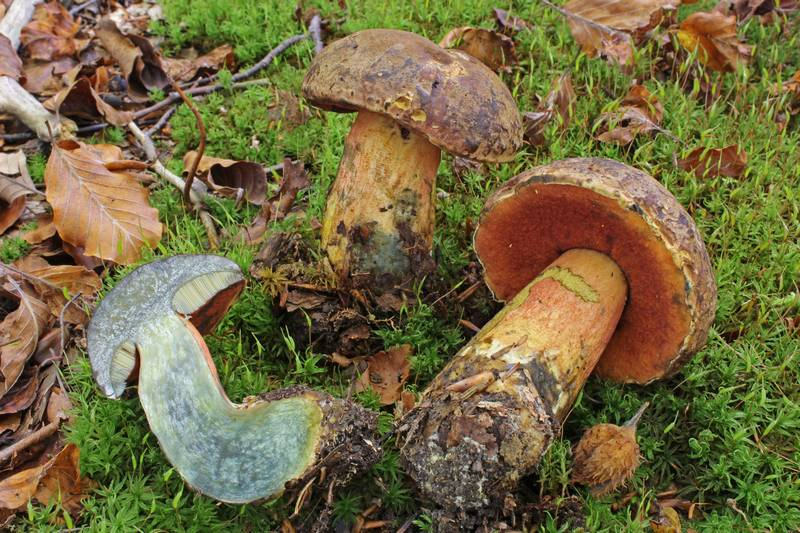
Neoboletus erythropus
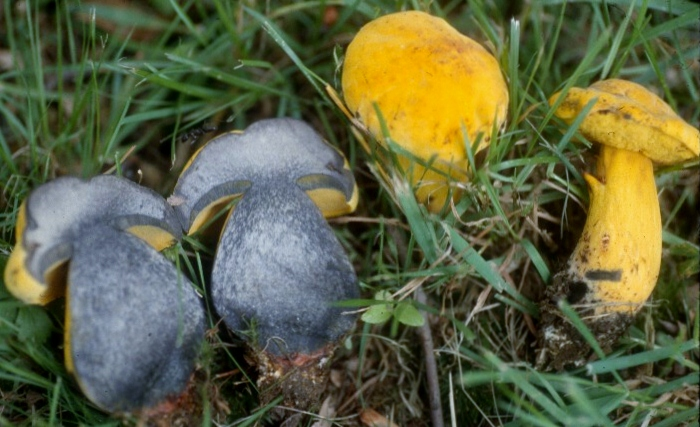
Neoboletus praestigator
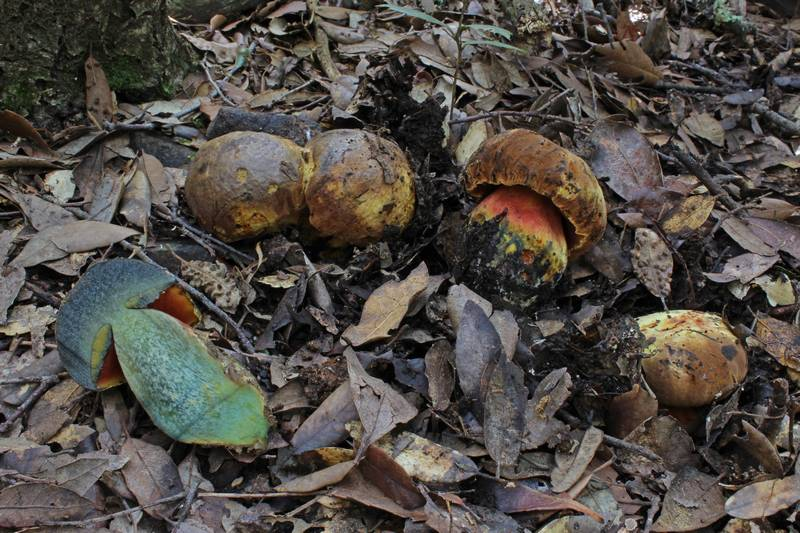
Neoboletus pseudosulphureus
- Neoboletus sinensis
- Neoboletus xanthopus

- Sutorius brunneissimus
- Sutorius eximius
- Sutorius junquilleus
- Sutorius luridiformis
Blodsopp
- Neoboletus praestigator
- Neoboletus pseudosulphureus
- Neoboletus xanthopus